# Попелак
Попелак (укр. Попелак) — село в Новотроицкой поселковой общине Генического района Херсонской области Украины.
Население по переписи 2001 года составляло 292 человека. Почтовый индекс — 75333. Телефонный код — 5548. Код КОАТУУ — 6524481703.